# Pennies from Heaven (lied)
"Pennies from Heaven" is een Amerikaans lied uit 1936 met muziek van Arthur Johnston en tekst van Johnny Burke. Bing Crosby bracht het voor het eerst in de gelijknamige film van 1936. Hetzelfde jaar nam Billie Holiday het op, waarna ook Jimmy Dorsey & his Orchestra, Louis Armstrong, Tony Bennett, Dinah Washington, Clark Terry, Frances Langford, Arthur Tracy, Big Joe Turner, Frank Sinatra, Lester Young, Stan Getz, Dean Martin, Gene Ammons, The Skyliners (een grote hit in 1960), Louis Prima, Legion of Mary, Guy Mitchell, Rose Murphy, Harry James, en vele andere jazz en popartiesten het in hun repertoire opnamen.
De 24 juli opname van Bing Crosby bij Decca Records bereikte de eerste plaats gedurende 10 weken in 1936, en werd opgenomen in de Grammy Hall of Fame in 2004. Bing Crosby nam ook de versies samen met Louis Armstrong op, en Frances Langford met "Jimmy Dorsey and his Orchestra", ook bij Decca en uitgebracht als een 12" 78toeren plaat. Crosby bracht het liedje opnieuw uit op zijn album Bing: A Musical Autobiography in 1954.